# クライング・オン・ザ・バスルーム・フロア
『クライング・オン・ザ・バスルーム・フロア』（Crying on the Bathroom Floor）は、2021年8月6日にリリースのウィル・ヤングの8枚目のスタジオ・アルバム。発売元はクッキング・ヴァイナル。

## 概要
全曲女性歌手のカバー曲で構成されている。ヤングはアルバムについて「18年もの間に渡って沢山のオリジナル作品を録音し披露してきて、僕がポップミュージックの中でも素晴らしいと思う女性アーティスト達を祝うアルバムを制作するというのはとても良いアイデアだと思った」と述べている

## 収録曲
| #   | タイトル                         | 作詞 | 作曲・編曲 | オリジナル・アーティスト         | 時間 |
| --- | -------------------------------- | ---- | ---------- | -------------------------------- | ---- |
| 1.  | 「Daniel」                       |      |            | バット・フォー・ラッシーズ       | 4:37 |
| 2.  | 「Crying on the Bathroom Floor」 |      |            | ムーナ                           | 4:20 |
| 3.  | 「Till There's Nothing Left」    |      |            | キャム                           | 3:44 |
| 4.  | 「Indestructible」               |      |            | ロビン                           | 3:44 |
| 5.  | 「Strong」                       |      |            | ロンドン・グラマー               | 5:03 |
| 6.  | 「I Follow Rivers」              |      |            | リッキ・リー                     | 4:39 |
| 7.  | 「Everything Is Embarrassing」   |      |            | スカイ・フェレイラ               | 3:52 |
| 8.  | 「Losing You」                   |      |            | ソランジュ                       | 2:55 |
| 9.  | 「Missing」                      |      |            | エヴリシング・バット・ザ・ガール | 4:16 |
| 10. | 「Elizabeth Taylor」             |      |            | クレア・マグワイヤ               | 4:16 |